# 議會及外交人員保護組

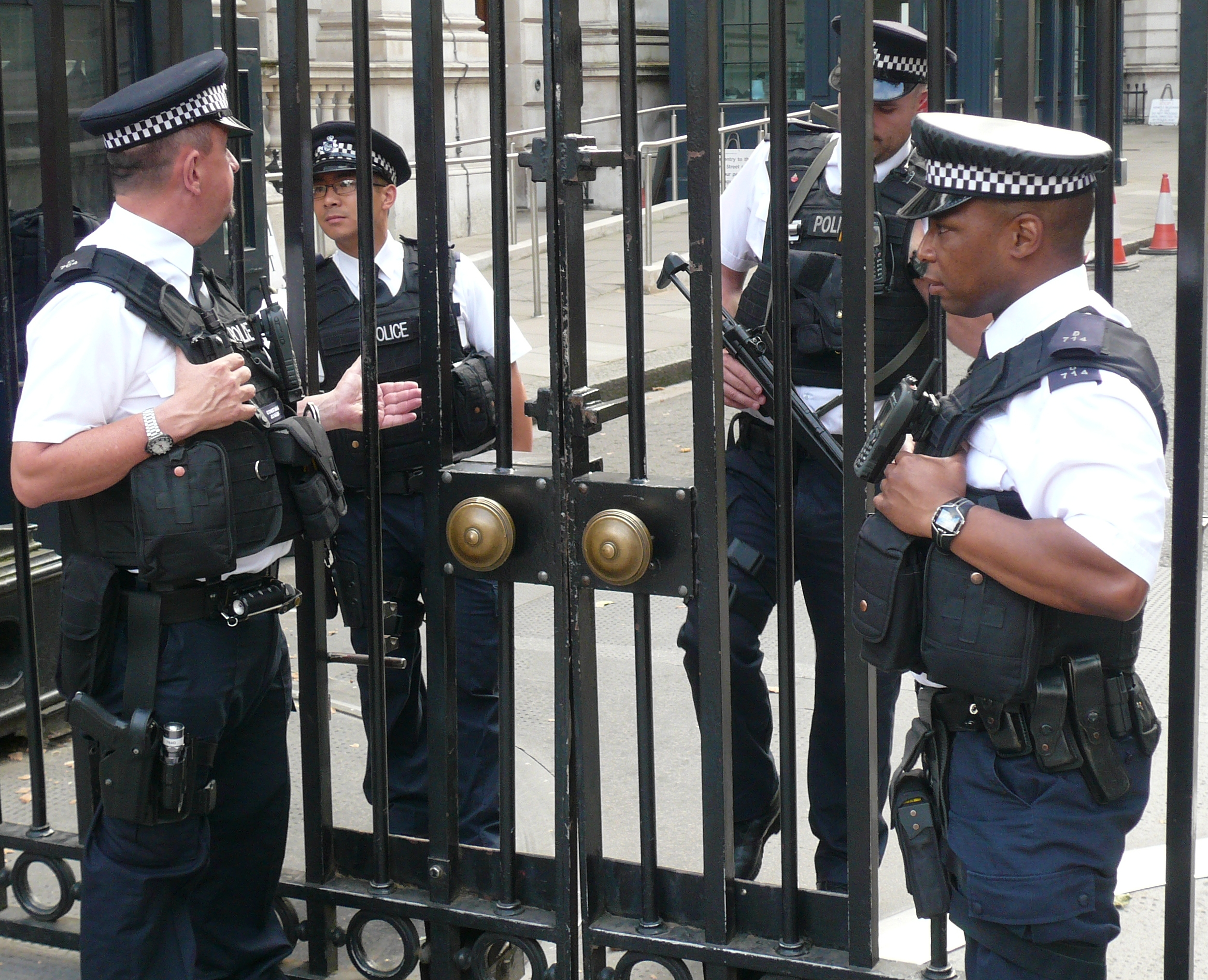
議會及外交人員保護組的警員在倫敦唐寧街大閘站崗

議會及外交人員保護組（Parliamentary and Diplomatic Protection, PaDP）是倫敦警察廳特別行動部保護司令部轄下的一個分部。

## 任務

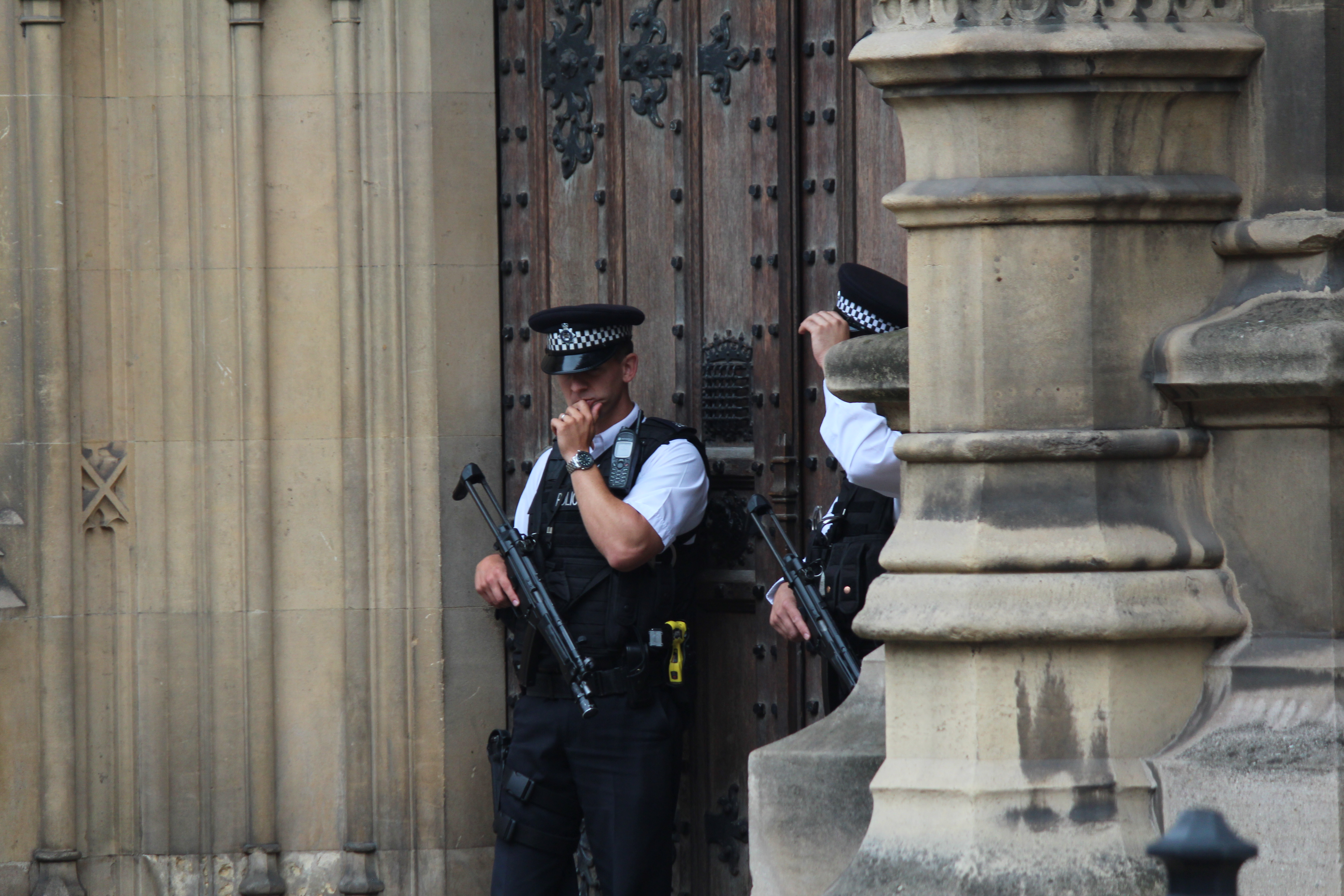
議會及外交人員保護組的警員在西敏宮外警戒

議會及外交人員保護組的警員(包括武裝和無武裝人員)負責保護重要地點如英國國會所在地的西敏宮，並為政府官員提供保護及就威脅程度作出安全建議。
議會及外交人員保護組下轄國會聯絡及調查隊(Parliamentary Liaison and Investigation Team, PLaIT)，負責對當地警務部門和國會保安處進行指導和安排，並向下議院議長和上議院議長負責。 同時，議會及外交人員保護組也負責保護首相和財政大臣官邸所在地唐寧街的安全。
維也納外交關係公約規定駐在國須保護外國使領館和保證其不受侵犯，因此議會及外交人員保護組也負責保護各國駐英使團人員和建築物安全。 議會及外交人員保護組的制服及便衣的武裝及非武裝員警，會以警車及徒步巡邏，保衛重要地點安全。